# Wuwei (philosophie chinoise)
Pour les articles homonymes, voir Wuwei et Wu Wei.
Wuwei, wu wei ou wou wei (chinois simplifié : 无为 ; chinois traditionnel : 無爲 ; pinyin : wúwéi) est une notion taoïste qui peut être traduite par « non-agir » ou « non-intervention ». Pour autant, ce n'est pas une attitude d'inaction ou de passivité, mais le fait d'agir en conformité avec « l'ordre cosmique originaire », le mouvement de la nature et de la Voie (Tao).
L'expression paradoxale wei-wu-wei, « agir sans agir », est centrale dans le taoïsme et reste l'objet de nombreuses interprétations ; elle est notamment utilisée par Lao Tseu tout au long du Tao Tö King.
Lao Tseu a fait de wuwei un principe politique de gouvernement idéal ; son influence se traduit par le fait que le trône de plusieurs empereurs (comme Kangxi) était surmonté d'un panneau de laque qui portait l'inscription wuwei, en tant que devise nationale, et ce jusqu'à la fin de la Chine impériale en 1911. Plusieurs entrepreneurs chinois ont également une plaque avec cette inscription dans leur bureau.

## Définitions

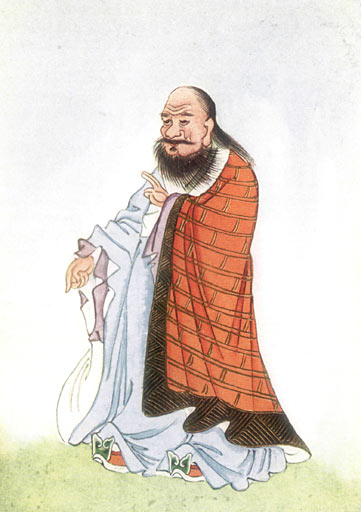
Lao Tseu, Mythes et Légendes de Chine, 1922 par E. T. C. Werner

Wuwei est, dans le taoïsme, le fait de « suivre le flux naturel des choses et l'ordre cosmique originaire, sans le perturber ni tenter de le modifier ». C'est agir en conformité avec le mouvement de la nature et de la Voie (Tao).
Wuwei est souvent traduit par « non-agir », toutefois, selon l'anthropologue François Laplantine « elle désigne ou plutôt suggère une attitude de réceptivité et de disponibilité extrême aux évènements et aux situations dans lesquels nous nous trouvons inclus et impliqués sans en avoir la maîtrise. » C'est, dans la pensée taoïste, une « notion empirique qui s’expérimente dans un processus de dessaisissement et de non affirmation de soi ».

### Wu, le non-être
Wu en chinois (mu en japonais) peut se traduire par « rien, non-être, néant, vide ». Les langues européennes, pour la plupart, désignent une réalité lorsqu'elles emploient le mot être. Le non-être, quant à lui, désigne donc une non-réalité. Ce dualisme n'est pas partagé pour la langue, voire la culture chinoise, pour lesquelles le néant n'est pas un vide absolu : « ce n’est pas grand-chose, mais ce n’est pas rien. C’est très proche de ce que Jankélévitch (1981) appelle « le presque rien. » Le non-être chinois est comme un lieu de possibilités de genèse qui ressemblerait à une graine qui germerait, pour ensuite entrer en maturation, éclore et disparaître.

## Politique
Lao Tseu a fait de wuwei un principe politique de gouvernement idéal ; son influence se traduit par le fait que le trône de plusieurs empereurs (comme Kangxi) était surmonté d'un panneau de laque qui portait l'inscription wuwei, en tant que devise nationale, et ce jusqu'à la fin de la Chine impériale en 1911
Outre le taoïsme, la posture non-interventionniste du souverain est aussi abordée dans le confucianisme et le légisme.

## Éthique
Au niveau éthique, le wuwei se manifeste chez celui ou celle qui a cessé les actions égoïstes et passionnelles et les a remplacées par l'humilité, l'altruisme, la tolérance, la douceur, et ceci sans aucune prétention à la sagesse.
Le wuwei peut être compris comme une éthique comportementale. C'est là un modèle nécessitant, de la part de l'individu qui le pratique, « une attention diffuse non focalisée, non précipitée, non arrêtée et bloquée sur une perception particulière, ce qui risquerait d’anticiper une position et de contrarier le flux d’un processus en cours. »
Wuwei peut être rapproché, dans la philosophie indienne, du terme sanskrit Naishkarmya (नैष्कर्म्य) (IAST : naiṣkarmya), traduit également par « non-agir » et qui est l'attitude qui permet la libération de tout karma grâce au non-attachement à l’action et à ses fruits. Il est par exemple utilisé dans la Bhagavad-Gita (chapitre III « Karma-yoga », verset 4).

## Neurosciences
Le professeur Edward Slingerland a écrit, en 2014, Trying Not to Try (littéralement « Essayer de ne pas essayer ») dans lequel il fait un parallèle entre la philosophie chinoise ancienne et les neurosciences cognitives, concernant le fonctionnement de wuwei en tant qu'attitude spontanée qui fait que « l'acte que vous êtes en train d’accomplir vous réussit par enchantement, sans effort, ni volonté : votre tâche se remplit d’elle-même, pour ainsi dire, presque sans vous ». Il indique dans une entrevue : « Dans l’état de wu wei, les régions du contrôle cognitif sont partiellement régulées à la baisse dans votre cerveau : vous n’êtes pas en train d’exercer un contrôle actif. C’est également le cas lorsque vous êtes en état d’ivresse. [Par exemple] il existe une étude réalisée en observant, à l’aide de l’imagerie par résonance magnétique fonctionnelle (IRMf), le cerveau des pianistes de jazz en train d’improviser. On observe alors, comme sous l’effet de l’alcool, que les régions cérébrales responsables du contrôle conscient sont partiellement désactivées. Mais une autre région, appelée « cortex cingulaire antérieur » (CAA) reste active : c’est la partie du cerveau qui surveille les situations de contradiction, de conflit entre les processus mentaux. »

## Psychologie
En psychologie, wuwei est comparée à l'état mental flow ou encore à la méthode de l'imagination active.